# Landskrona vattentorn

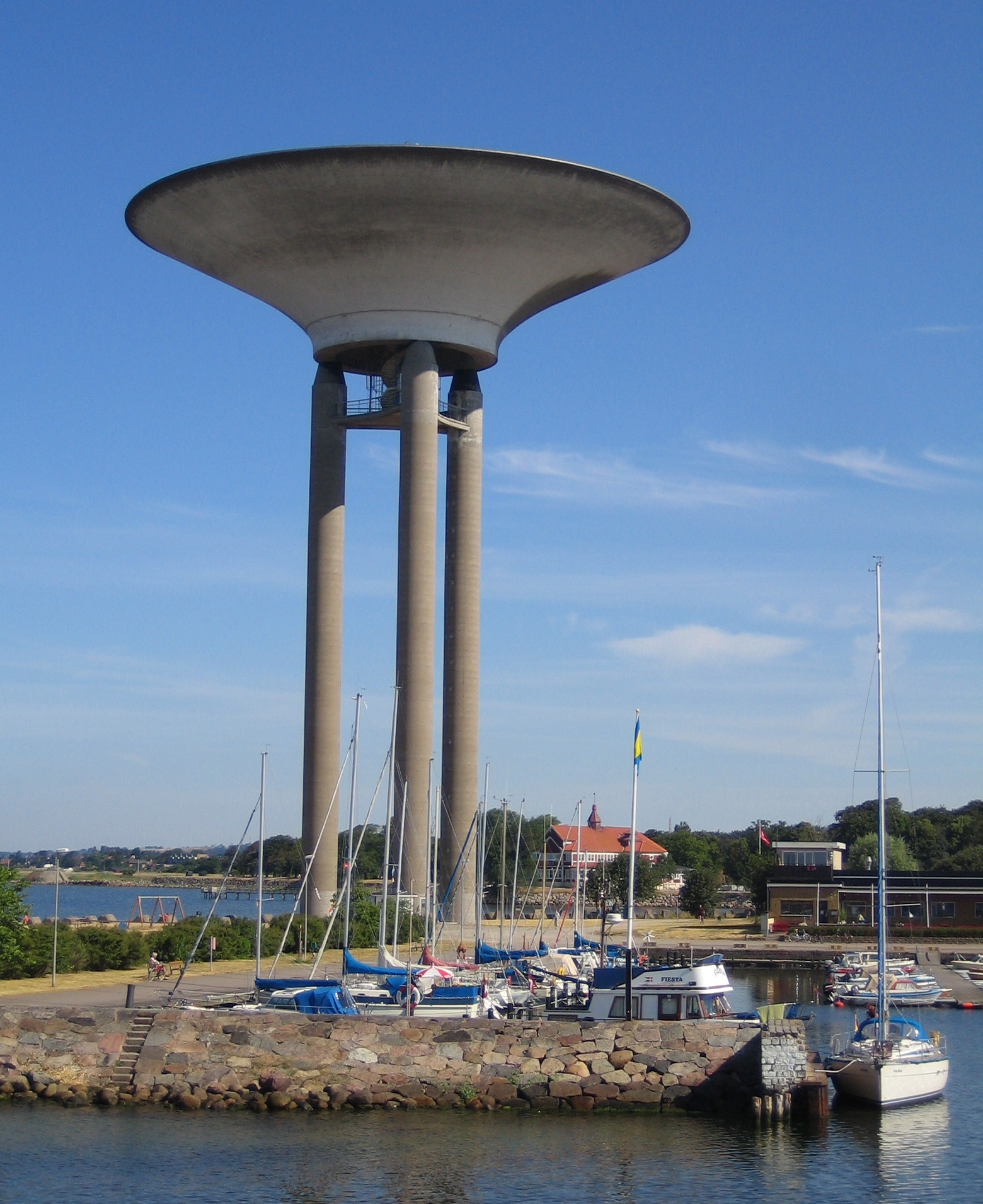
Vattentornet i Landskrona

Landskrona vattentorn (även kallat Nya vattentornet i lokal benämning, för att särskiljas från det gamla vattentornet i staden) är ett vattentorn beläget i Landskrona.
Tornet har en diameter på 49 meter, är 65,9 meter högt och färdigställdes år 1970.